# 弗兰斯·蒂默曼斯
弗朗西斯库斯·科内利斯·赫拉尔杜斯·马里亚·“弗兰斯”·蒂默曼斯（荷蘭語：Franciscus Cornelis Gerardus Maria (Frans) Timmermans，荷蘭語發音：[frɑnˈsɪskʏs kɔrˈneːlɪs xeːˈrɑrdʏs frɑns ˈtɪmərˌmɑns]；1961年5月6日—），荷兰马斯特里赫特人，政治人物，曾任荷兰外交大臣，欧洲联盟委员会第一副主席，欧盟委员会负责“欧洲绿色协议”的执行副主席。蒂默曼斯是荷兰工党党员。

## 备注
1. ↑  单独发音时，的发音为[ɣeːˈrɑrdʏs]。